# 张成龙
张成龙（1989年5月12日—），山东淄博人，中国男子競技體操運動員。

## 簡歷
2010年10月，張成龍首次參與世界體操錦標賽，奪男子團體、單杠兩面金牌。
2010年11月，张成龙代表中国出戰廣州亞運會，參加體操比賽的男子单杠、自由体操及男子团体三個項目，奪得三面金牌。
2011年10月，张成龙代表中国出戰東京舉行的世界競技體操錦標賽，奪得团体賽金牌及单杠和双杠兩個項目的銀牌。
2012年在倫敦奥运会體操男子團體比賽裡，張成龍與陳一冰、馮喆、郭伟阳和邹凯組成的中國隊獲得冠軍。8月7日在單杠項目中，他取得第4名，未能獲得獎牌。2016年8月里约奥运会中，张成龙、林超攀、邓书弟、尤浩、刘洋为中国军团摘获一枚铜牌。